# النظرية العامة للتشغيل والفائدة والنقد
النظرية العامة للتوظيف والفائدة والنقد لعام 1936 هي آخر وأهم كتاب للاقتصادي الإنجليزي جون ماينارد كينز. خلقت النظرية تحولًا عميقاً في الفكر الاقتصادي، وإعطاء الاقتصاد الكلي مكانة مركزية في النظرية الاقتصادية والمساهمة في الكثير من مصطلحاتها – «الثورة الكينزية». كان لها عواقب قوية بنفس القدر في السياسة الاقتصادية، حيث تُفسّر بأنها توفر الدعم النظري للإنفاق الحكومي عمومًا، ولعجز الميزانية، والتدخل النقدي والسياسات المضادة للدورة الاقتصادية على وجه الخصوص. يهيمن عليها جو من عدم الثقة في عقلانية اتخاذ القرار في السوق الحر.
نفى كينز أن الاقتصاد سوف يتكيّف تلقائيًا لتوفير فرص العمل الكامل حتى في حالة التوازن، واعتقد أن الحالة النفسية المتقلبة وغير القابلة للحكم للأسواق من شأنها أن تؤدي إلى طفرات دورية وأزمات. تعتبر النظرية العامة هجومًا مستمرًا على الاقتصادي التقليدي المتشدد في زمنها. فقد استحدثت مفاهيم وظيفة الاستهلاك، ومبدأ الطلب الفعال وتفضيل السيولة، وأظهر أهمية جديدة للمضاعف والكفاءة الحدية لرأس المال.

## أهداف كينز فيالنظرية العامة
الحجة المركزية التي تستند إليها النظرية العامة هي أن مستوى العمالة لا يتحدد وفقًا لأسعار العمالة، كما هو الحال في الاقتصاد الكلاسيكي، بل تبعًا لمستوى الطلب الإجمالي. إذا كان إجمالي الطلب على السلع عند التوظيف الكامل أقل من إجمالي الإنتاج، فإن الاقتصاد لابد أن ينكمش إلى أن تتحقق المساواة. وعلى هذا فقد نفى كينز أن التوظيف الكامل كان نتيجة طبيعية للأسواق التنافسية في حالة التوازن.

في ذلك تحدى الحكمة الاقتصادية («الكلاسيكية») التقليدية في عصره. في رسالة إلى صديقه جورج برنارد شو يوم رأس السنة، عام 1935، وقد كتب:
أعتقد أنني أكتب كتابًا عن النظرية الاقتصادية وسيحدث ثورة كبيرة -ليس على ما أعتقد، على الفور ولكن خلال السنوات العشر القادمة –في الطريقة التي يفكر بها العالم بمشاكله الاقتصادية. لا أستطيع أن أتوقع منك، أو أي شخص آخر، تصديق ذلك في المرحلة الحالية. ولكن بالنسبة لي، لا أضع أملي فقط ما أقوله –في عقلي، أنا متأكد تمامًا.
يتسم الفصل الأول من النظرية العامة (وهو بطول نصف صفحة فقط) بنبرة متطرفة مماثلة:
لقد سميتُ هذا الكتاب بـ النظرية العامة للتوظيف والفائدة والنقد، مع التركيز على البادئة العامة. الهدف من هذا العنوان هو التباين بين طبيعة حججي واستنتاجاتي وبين تلك الخاصة بالنظرية الكلاسيكية ضمن نفس الموضوع، التي ترعرعت عليها والتي تهيمن على الفكر الاقتصادي، العملي والنظري على حد سواء، للطبقة الحاكمة والأكاديمية من هذا الجيل، كما حصل طوال المئة عام الماضية. سأزعم بأن افتراضات النظرية الكلاسيكية تنطبق على حالة خاصة فقط وليس على الحالة العامة، الوضع الذي تعتبره نقطة الحد من المواقف المحتملة للتوازن. علاوة على ذلك، فإن خصائص الحالة الخاصة التي تفترضها النظرية الكلاسيكية لا تكون تلك الخاصة بالمجتمع الاقتصادي الذي نعيش فيه بالفعل، ما يؤدي إلى أن تعليمها مضلل وكارثي إذا حاولنا تطبيقه على حقائق التجربة.

## ملخص النظرية العامة
تُقدّم نظرية كينيز الرئيسية (بما في ذلك عناصرها الديناميكية) في الفصول 2-15 و18 و22، المُلخّصة هنا. وسوف تجد شرحًا أقصر في المقالة الخاصة بالاقتصاد الكينزي. تحتوي الفصول المتبقية من كتاب كينز على توسعات من أنواع مختلفة يرد وصفها لاحقًا في هذه المقالة.

### الكتاب الأول: مقدمة
أول كتاب للنظرية العامة هو نقض لقانون ساي. كانت النظرة الكلاسيكية التي جعل كينز ساي ناطقًا بها أن قيمة الأجور تعادل قيمة السلع المنتجة، وأن الأجور قد أعيدت حتمًا إلى الاقتصاد للحفاظ على الطلب على مستوى الإنتاج الحالي. بالتالي، بدءًا من التوظيف الكامل، لا يمكن أن يكون هناك وفرة من الإنتاج الصناعي تؤدي إلى فقدان الوظائف. وكما قال كينز في الصفحة 18، «العرض يخلق الطلب الخاص به».

#### جمود الأجور من الناحية النقدية
يعتمد قانون ساي على تشغيل اقتصاد السوق. إذا كانت هناك بطالة (وإذا لم يكن هناك تشوهات تمنع سوق العمل من التكيف معها)، فسيكون هناك عمال على استعداد لتقديم عملهم بأقل من مستويات الأجور الحالية، ما يؤدي إلى ضغط هبوطي على الأجور وعروض متزايدة من فرص العمل.
يرى أتباع الكلاسيكية أن التوظيف الكامل هو شرط توازن سوق العمل غير المشوه، ولكنهم متفقون مع كينز على وجود تشوهات تعوق الانتقال إلى التوازن. وكان الموقف الكلاسيكي عمومًا ينظر إلى التشوهات باعتبارها مذنبة ويزعم بأن إزالتها كانت الأداة الرئيسية للقضاء على البطالة. ومن ناحية أخرى، نظر كينز إلى تشوهات السوق باعتبارها جزءًا من النسيج الاقتصادي، ودعا إلى اتخاذ تدابير سياسية مختلفة (كاعتبار منفصل) تنضوي على عواقب اجتماعية التي وجدها شخصيًا متجانسة والتي توقع أن يراها قرّائه في نفس السياق.
إن التشوهات التي منعت مستويات الأجور من التكيف مع الانحدار قد تضاءلت في عقود العمل التي يُعبّر عنها من الناحية النقدية؛ في أشكال مختلفة من التشريعات مثل الحد الأدنى للأجور والمزايا المقدمة من الدولة؛ في عدم استعداد العمال لقبول تخفيضات في دخلهم؛ وفي قدرتهم من خلال النقابات على مقاومة قوى السوق التي تمارس ضغوطاً هبوطيّة عليهم.
وافق كينز على العلاقة الكلاسيكية بين الأجور والإنتاجية الحدية للعمل، مشيرًا إليها في الصفحة 5، على أنها «الافتراض الأول للاقتصاد الكلاسيكي» ولخصها قائلاً إن «الأجر يساوي الناتج الحدي للعمالة».
يمكن التعبير عن الفرضية الأولى بالمعادلة y'(N) = W/p، حيث تكون y(N) هي الناتج الحقيقي عندما تكون العمالة N، وW وP هما معدل الأجور ومعدل الأسعار من حيث القيمة النقدية (وبالتالي فإن W/p هو معدل الأجور بالقيمة الحقيقية). يمكن تحليل نظام ما بافتراض أن W ثابت (أي أن الأجور ثابتة من الناحية النقدية) أو أن W/p ثابتة (أي أنها ثابتة من حيث القيمة الحقيقية) أو أن N ثابتة (على سبيل المثال إذا تكيّفت الأجور مع ضمان التوظيف الكامل). وقد وضع الاقتصاديون التقليديون الافتراضات الثلاثة جميعها في بعض الأحيان، ولكن بافتراض الأجور الثابتة من الناحية النقدية تصبح «الفرضية الأولى» معادلة من متغيرين (N وP)، ولم تأخذ المدرسة الكلاسيكية عواقب ذلك في الحسبان.
اقترح كينز «فرضية ثانية للاقتصاد الكلاسيكي» تؤكد أن الأجر يعادل الاضطراب الحدي للعمالة. هذا مثال على أن الأجور تُحدد بالقيمة الحقيقية. يعزو كينز الافتراض الثاني إلى الكلاسيكيات الخاضعة للتأهيل بأن البطالة قد تنتج عن الأجور المُحددة بواسطة التشريعات، أو المفاوضة الجماعية، أو «مجرد العناد البشري» (صفحة 6)، وكلها أمور من المحتمل أن تحدّد الأجور من الناحية النقدية.

#### الخطوط العريضة لنظرية كينز
تقوم نظرية كينز الاقتصادية على التفاعل بين الطلب على الادخار والاستثمار والسيولة (أي النقد). إن الادخار والاستثمار متساويان بالضرورة، ولكن هناك عوامل مختلفة تؤثر على القرارات المتعلقة بهما. والواقع أن الرغبة في الادخار، في تحليل كينز، هي في الأغلب معادلة للدخل: فكلما زاد ثراء الناس، كلما سعوا إلى تنحية المزيد من الثروة جانباً. أما من الناحية الأخرى، فربحية الاستثمار تتحدد بالعلاقة بين العائد المتاح لرأس المال وسعر الفائدة. يجب على الاقتصاد أن يجد طريقه إلى التوازن حيث لا يُدّخر من الأموال أكثر مما قد يُستثمر، ومن الممكن تحقيق ذلك من خلال انكماش الدخل وما يترتب على ذلك من انخفاض في مستوى العمالة.
في الإطار الكلاسيكي فإن سعر الفائدة بدلاً من الدخل هو الذي يُعدّل للحفاظ على التوازن بين الادخار والاستثمار؛ لكن كينز يؤكد أن سعر الفائدة يؤدّي بالفعل وظيفة أخرى في الاقتصاد، وهي المساواة بين الطلب والعرض النقدي، وأنه لا يمكن تعديله للحفاظ على توازنين منفصلين. في رأيه أن الدور النقدي هو الذي يفوز. هذا هو السبب في أن نظرية كينز هي نظرية تتعلق بالنقد بقدر ما تتعلق بالتوظيف: يتفاعل الاقتصاد النقدي ذو الفائدة والسيولة مع الاقتصاد الحقيقي ذو الإنتاج والاستثمار والاستهلاك.

## روابط خارجية
- النظرية العامة للتشغيل والفائدة والنقد على موقع الموسوعة البريطانية (الإنجليزية)